# Communauté d’agglomération Royan Atlantique

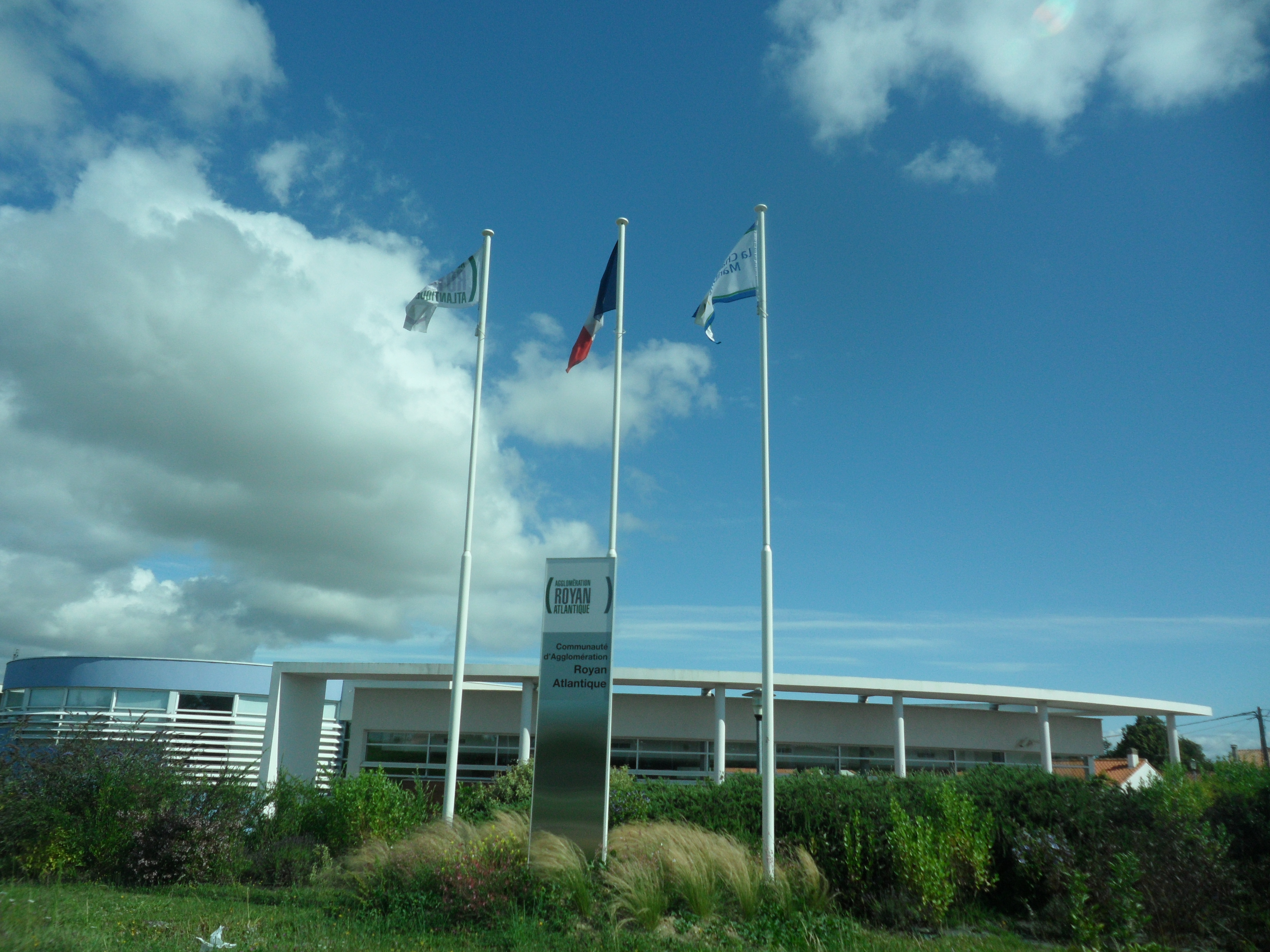
Sitz des Gemeindeverbandes

Die Communauté d’agglomération Royan Atlantique (CARA) ist ein französischer Gemeindeverband mit der Rechtsform einer Communauté d’agglomération im Département Charente-Maritime in der Region Nouvelle-Aquitaine. Sie wurde am 10. Dezember 2001 gegründet und umfasst 33 Gemeinden. Der Verwaltungssitz befindet sich in der Stadt Royan.

## Mitgliedsgemeinden
| Gemeinde                                    | Einwohner 1. Januar 2022 | Fläche km² | Dichte Einw./km² | Code INSEE | Postleitzahl |
| ------------------------------------------- | ------------------------ | ---------- | ---------------- | ---------- | ------------ |
| Arces                                       | 715                      | 21,74      | 33               | 17015      | 17120        |
| Arvert                                      | 3.875                    | 26,22      | 148              | 17021      | 17530        |
| Barzan                                      | 470                      | 8,07       | 58               | 17034      | 17120        |
| Boutenac-Touvent                            | 230                      | 3,11       | 74               | 17060      | 17120        |
| Breuillet                                   | 3.060                    | 19,99      | 153              | 17064      | 17920        |
| Brie-sous-Mortagne                          | 238                      | 7,22       | 33               | 17068      | 17120        |
| Chaillevette                                | 1.652                    | 10,03      | 165              | 17079      | 17890        |
| Chenac-Saint-Seurin-d’Uzet                  | 595                      | 20,23      | 29               | 17098      | 17120        |
| Corme-Écluse                                | 1.278                    | 17,49      | 73               | 17119      | 17600        |
| Cozes                                       | 2.223                    | 16,56      | 134              | 17131      | 17120        |
| Épargnes                                    | 925                      | 23,40      | 40               | 17152      | 17120        |
| Étaules                                     | 2.763                    | 11,55      | 239              | 17155      | 17750        |
| Floirac                                     | 427                      | 16,02      | 27               | 17160      | 17120, 17240 |
| Grézac                                      | 951                      | 20,06      | 47               | 17183      | 17120        |
| L’Éguille                                   | 909                      | 5,49       | 166              | 17151      | 17600        |
| La Tremblade                                | 4.543                    | 69,13      | 66               | 17452      | 17390        |
| Le Chay                                     | 836                      | 12,01      | 70               | 17097      | 17600        |
| Les Mathes                                  | 2.184                    | 34,38      | 64               | 17225      | 17570        |
| Médis                                       | 3.041                    | 23,46      | 130              | 17228      | 17600        |
| Meschers-sur-Gironde                        | 3.165                    | 15,98      | 198              | 17230      | 17132        |
| Mornac-sur-Seudre                           | 867                      | 9,50       | 91               | 17247      | 17113        |
| Mortagne-sur-Gironde                        | 911                      | 18,87      | 48               | 17248      | 17120        |
| Royan                                       | 19.322                   | 19,30      | 1.001            | 17306      | 17200        |
| Sablonceaux                                 | 1.413                    | 22,09      | 64               | 17307      | 17600        |
| Saint-Augustin                              | 1.503                    | 18,83      | 80               | 17311      | 17570        |
| Saint-Georges-de-Didonne                    | 5.093                    | 10,58      | 481              | 17333      | 17110        |
| Saint-Palais-sur-Mer                        | 3.879                    | 15,69      | 247              | 17380      | 17420        |
| Saint-Romain-de-Benet                       | 1.777                    | 32,78      | 54               | 17393      | 17600        |
| Saint-Sulpice-de-Royan                      | 3.417                    | 20,81      | 164              | 17409      | 17200        |
| Saujon                                      | 7.314                    | 18,07      | 405              | 17421      | 17600        |
| Semussac                                    | 2.532                    | 24,85      | 102              | 17425      | 17120        |
| Talmont-sur-Gironde                         | 83                       | 4,44       | 19               | 17437      | 17120        |
| Vaux-sur-Mer                                | 4.030                    | 5,97       | 675              | 17461      | 17640        |
| Communauté d’agglomération Royan Atlantique | 86.221                   | 603,92     | 143              | –          | –            |

### Änderungen im Gemeindebestand
2018:
- 1. Januar: Fusion Saint-Romain-sur-Gironde und Floirac → Floirac

## Geographie

### Lage
Der Gemeindeverband erstreckt sich entlang der Gironde-Mündung nördlich, östlich und südlich der Stadt Royan und gehört zur historischen Kulturlandschaft der Saintonge.

### Landschaft
Die von Meereshöhe bis maximal etwa 70 Meter Höhe ü. d. M. sich erstreckende Landschaft hat ein leicht welliges Profil. Die Böden sind großenteils sandig, was auf Meeres- und/oder Flussablagerungen zurückzuführen ist. Die Böden werden für Ackerbau und Viehzucht genutzt und so bestimmen Felder und Wiesen das Landschaftsbild.

### Klima
Vorherrschend ist ein eher ausgeglichenes und mildes Seeklima, das vom Atlantik bestimmt wird. Die maximalen Tagestemperaturen erreichen im Sommer 30 bis 35 °C; im Winter liegen sie bei 10 bis 15 °C. Nacht- oder gar Tagesfröste sind nahezu unbekannt.

## Wirtschaft
Die Böden des Gemeindeverbands gehören zu den Bons Bois und Fins Bois des Weinbaugebietes Cognac. Wegen des Absatzrückganges der Cognac-Branntweine seit den 1990er Jahren wird jedoch nur noch in geringem Umfang Wein angebaut und so spielt die 'normale' Landwirtschaft die dominierende Rolle im Wirtschaftsleben der Gemeinden.

## Sehenswürdigkeiten
Einige Gemeinden haben eine romanische Kirche (z. B. Corme-Écluse, Talmont); darüber hinaus gibt es mehrere Schlösser aus der Zeit des 15.–18. Jahrhunderts, von denen sich allerdings die meisten in Privatbesitz befinden und nicht zu besichtigen sind. Auch einige Überreste megalithischer Dolmen sind zu sehen.

## Quelle
1. ↑  www.collectivites-locales.gouv.fr
2. ↑  CA Royan Atlantique (SIREN: 241 700 640) in der Base nationale sur l’intercommunalité (BANATIC) des französischen Innenministeriums (französisch), abgerufen am 16. November 2015.